# Ceratozamia huastecorum
Ceratozamia huastecorum es una especie de Cycadopsida del género Ceratozamia, de la familia Zamiaceae, del orden Cycadales.

## Distribución
Ceratozamia huastecorum se distribuye por México (Veracruz).

## Taxonomía
Fue descrita científicamente por Avendaño, Vovides & Cast.-Campos. Fue publicado por primera vez en Avendaño, Vovides & Cast.-Campos. In: Bot. J. Linn. Soc. 141(3): 395-398, figs. 1-2. (2003).